# Selaginella boninensis
Selaginella boninensis är en mosslummerväxtart som beskrevs av Bak.. Selaginella boninensis ingår i släktet mosslumrar, och familjen mosslummerväxter. Inga underarter finns listade i Catalogue of Life.